# Гора Янталка
Гора Янталка — ботанічна пам'ятка природи місцевого значення в м. Корсунь-Шевченківський Черкаської області.

## Опис
Площа 0,01 га. Як об'єкт природно-заповідного фонду створено рішенням Черкаської обласної ради від 10.09.2021 № 8-31/VIII.
Розташовано в м. Корсунь-Шевченківський Черкаської області. Під охороною діялнка правого берега рукава річки Рось. На охоронюваній території зростає тюльпан дібровний та трапляється комплекс рідкісних степових і наскельних молюсків, занесених до Червоної книги України.
Землекористувач та землевласник — Корсунь-Шевченківський державний історико-культурний заповідник.